# Back to the Old School
Back to the Old School è l'album d'esordio del rapper statunitense Just-Ice. Pubblicato nel 1986, è distribuito dalla Fresh Records e prodotto da Kurtis Mantronik.

## Recensioni
| Recensione | Giudizio |
| ---------- | -------- |
| AllMusic   | [ 1 ]    |

Garth Cartwright assegna all'album 4.5/5 stelle per Allmusic: «è impossibile descrivere quanto fresco sia stato questo album quando venne pubblicato all'inizio. Tornando al 1986, questo album [...] se ora sembra meno rivoluzionario, rimane un classico del primo hip-hop.»

## Tracce
1. Cold Gettin' Dumb – 4:30
2. Love Story – 4:52
3. Back to the Old School – 4:48
4. Latoya – 4:10
5. Gangster of Hip Hop – 5:06
6. Little Bad Johnny – 3:28
7. Put The Record Back On – 3:51
8. Turbo Charged – 5:08
9. Cold Gettin' Dumb II – 6:33
10. That Girl Is a Slut – 5:16

Durata totale: 47:42

## Classifiche

### Classifiche settimanali
| Classifica (1986)         | Posizione massima |
| ------------------------- | ----------------- |
| US Top R&B/Hip-Hop Albums | 67                |